# Melzericium rimosum
Melzericium rimosum är en svampart som beskrevs av Bononi & Hjortstam 1987. Melzericium rimosum ingår i släktet Melzericium och familjen Atheliaceae.   Inga underarter finns listade i Catalogue of Life.